# Pirata allapahae
Pirata allapahae là một loài nhện trong họ Lycosidae.
Loài này thuộc chi Pirata. Pirata allapahae được Willis J. Gertsch miêu tả năm 1940.